# Dichromodes typhistis
Dichromodes typhistis là một loài bướm đêm trong họ Geometridae.